# Leonel Marshall
Leonel Marshall Borges, Jr. (L'Avana, 25 settembre 1979) è un pallavolista cubano naturalizzato italiano, schiacciatore dell'Impavida Ortona.

## Biografia
È il figlio dell'ex pallavolista cubano Leonel Marshall Borges, Sr., che vinse la medaglia di bronzo alle Olimpiadi di Montreal 1976 e poi fu presidente della federazione pallavolistica di Cuba per diversi anni.

## Carriera
La sua carriera si svolge, fino al 1998, a Cuba, giocando anche nella nazionale cubana. Nel 1998, come a molti dei suoi compagni di nazionale, gli viene permesso di fare esperienza all'estero, in Italia, dove per due stagioni gioca nel Tomei Livorno, raggiungendo il suo connazionale Idalberto Valdes, nel campionato di Serie A2.
Nel dicembre del 2001 fugge dal ritiro della nazionale cubana in Belgio, insieme a Ihosvany Hernández, Jorge Luis Hernández, Ramón Gato e Yasser Romero.
Dopo aver atteso il via libera dagli organi pallavolistici internazionali, viene ingaggiato, nel 2003, dal Piacenza con cui riesce a vincere una Top Teams Cup.
Nella stagione 2007-08 approda alla M. Roma, vincendo la Coppa CEV. Nella stagione successiva torna a Piacenza visto il rifiuto della M. Roma Volley di re-iscriversi al campionato. Nel 2008-09 vince lo scudetto e la supercoppa italiana.
Nella stagione 2010-11 si trasferisce in Turchia, nelle file del Fenerbahçe, con cui vince due campionati turchi, una coppa di Turchia, due supercoppe turche ed una Challenge Cup. Nel campionato 2014-15 lascia il Fenerbahçe, ingaggiato dai rivali dell'Arkas, coi quali vince ancora uno scudetto.
Nel campionato 2015-16 approda nella Chinese Volleyball League, dove difende i colori del Beijing, per poi ritornare in Italia, nuovamente nel club di Piacenza, per la stagione 2016-17, dove resta due annate.
Per il campionato 2018-19 si accasa allo Sporting Lisbona, nella Primeira Divisão portoghese, mentre nel campionato seguente è nuovamente nella Efeler Ligi turca, difendendo i colori del Bursa BB. 
Per l'annata 2020-21 si trasferisce in Libia, nell'Asswehly di Misurata con il quale resta due stagioni e vince una edizione della Coppa di Libia. Torna in Italia per la stagione 2022-23 per difendere i colori dell'Impavida Ortona, in Serie A3. Con la società abruzzese ottiene la promozione in Serie A2 e viene confermato anche per la stagione successiva.

## Palmarès

### Club
- Campionato italiano: 1

2008-09
- Campionato turco: 3

2010-11, 2011-12, 2014-15
- Coppa di Turchia: 1

2011-12
- Coppa dell'Emiro: 3

2005, 2011, 2012
- Coppa di Libia: 1

2020-21
- Supercoppa italiana: 1

2009
- Supercoppa turca: 2

2011, 2012
- Top Teams Cup/Coppa CEV: 2

2005-06, 2007-08
- Challenge Cup: 1

2013-14

### Nazionale (competizioni minori)
- Coppa America 2000

### Premi individuali
- 2001 - World League: Miglior servizio
- 2006 - Top Teams Cup: MVP
- 2006 - Serie A1: Miglior attaccante[9]
- 2010 - Serie A1: Miglior attaccante[9]
- 2011 - Voleybol 1. Ligi: MVP
- 2011 - Voleybol 1. Ligi: Miglior attaccante
- 2011 - Voleybol 1. Ligi: Miglior ricezione
- 2014 - Voleybol 1. Ligi: Miglior ricezione
- 2015 - Voleybol 1. Ligi: Miglior ricezione